# Jon M. Chu
Jonathan Murray "Jon" Chu, född 2 november 1979 i Palo Alto, Kalifornien, är en amerikansk regissör, filmproducent och manusförfattare.

## Filmografi

### Regi
- 2001 − Silent Beats
- 2002 − When the Kids Are Away
- 2008 − Step Up 2: The Streets
- 2010 − Step Up 3D
- 2010 − The Legion of Extraordinary Dancers
- 2011 − Justin Bieber: Never Say Never
- 2013 − G.I. Joe: Retaliation
- 2013 − Justin Bieber's Believe
- 2015 − Jem and the Holograms
- 2016 − Now You See Me: The Second Act
- 2018 – Crazy Rich Asians
- 2024 – Wicked

### Produktion
- 2012 − Step Up Revolution (exekutiv producent)
- 2013 − Dear Mr. Watterson (exekutiv producent)
- 2014 − Step Up: All In (exekutiv producent)

### Manus
- 2001 − Silent Beats
- 2002 − When the Kids Are Away
- 2010 − The Legion of Extraordinary Dancers

### Foto
- 2002 − Killing Babies